# Gustav Sabac-el-Cher
Gustav Sabac-el-Cher (ook: Sabac el Cher) (Berlijn, 10 maart 1868 – aldaar, 4 oktober 1934) was een Duits componist, dirigent, arrangeur en trombonist. Hij was de zoon van August Albrecht Sabac-el-Cher en zijn echtgenote Anna, geborene Jung. August Sabac-el-Cher was als kind door prins Albert van Pruisen (1809-1872) van een reis naar Egypte meegebracht.

## Levensloop
Sabac-el-Cher kreeg op 8-jarige leeftijd vioollessen. Later werd hij lid van de militaire kapel van het Füsilier Regiment Nr. 35 Prinz Heinrich von Preußen in de stad Brandenburg an der Havel. Vanaf 1893 studeerde hij aan de Koninklijke Hooge School voor Muziek te Berlijn en studeerde af in 1895 met het diploma als kapelmeester.
In 1895 werd hij dirigent van de Militaire kapel van het 1e Grenadier-Regiment in de Oost-Pruisische stad Koningsbergen. Hij werd spoedig een bekend persoon in deze stad. Hij componeerde stukken en arrangeerde diverse ouverturen van Wolfgang Amadeus Mozart voor militair orkest.
In 1901 huwde hij met Gertrud Perlig. In 1909 verliet hij het leger en vertrok met zijn familie naar Berlijn. Sabac-el-Cher was verder als civiele kapelmeester werkzaam in verschillende Duitse steden en later bij het nieuwe medium omroep als dirigent van grote orkesten.
Aan het einde van de jaren 1920 richtte hij met zijn familie in Senzig, nu deelgemeente van Königs Wusterhausen een restaurant en café op. Als gevolg van de overname van de macht door de nazi's bleven de gasten uit en het restaurant werd kort erna gesloten. De familie vertrok opnieuw naar Berlijn en opende in de Oranienburgerstraat 39 een café. Ook dit café moest onder druk van de nazi's gesloten worden.
Op 4 oktober 1934 overleed Gustav Sabec-el-Cher te Berlijn. De Duitse keizer Wilhelm II van Duitsland en kroonprins Wilhelm van Pruisen (1882-1951) condoleerden de weduwe vanuit hun ballingschap in Doorn.